# Piero di Cosimo de' Medici
Piero de' Medici (Florence, 19 september 1416 - aldaar, 2 december 1469) was alleenheerser van Florence tijdens de renaissance, van 1464 tot 1469. Hij was de zoon en opvolger van Cosimo de' Medici. Piero had een zwakke gezondheid, waaraan hij zijn bijnaam 'de Jichtige' (il Gottoso) te danken had.
Na de overname van de bankzaken eiste hij de invordering van enkele langlopende leningen, waaronder ook die van sommige trouwe aanhangers van de familie. Dit leidde tot het bankroet van een aantal handelaren en een groeiend verzet tegen de Medici. Ook werd er een coup tegen hem beraamd, die echter werd verijdeld.

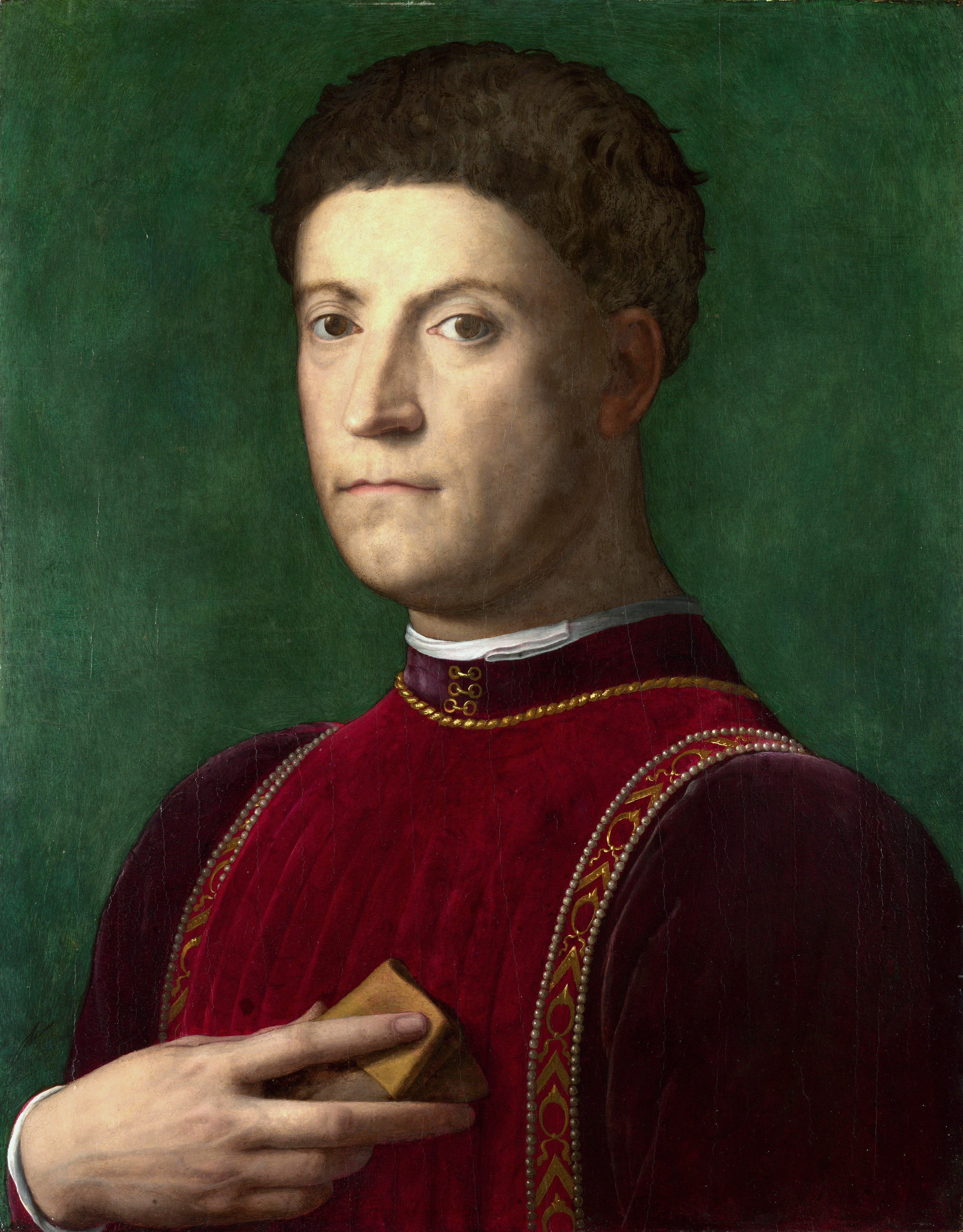
Piero di Cosimo de' Medici, ca. 1550-70

Hierna kwam hij in rustiger vaarwater, en hoewel hij aan de staatszaken weinig bijdroeg, wist hij deze financieel in goede banen te houden. Door zijn goedaardigheid wist hij de gunst van het volk te winnen.
Hij was evenals zijn vader een bewonderaar van de kunsten en steunde vele kunstenaars, waaronder Sandro Botticelli. Hij had een meer eclectische smaak dan zijn vader, want zijn belangstelling ging daarnaast ook uit naar de Hollandse en Vlaamse meesters. Hij bouwde de beroemde Medici Bibliotheek verder uit met zeldzame boeken.
Piero stierf in 1469 aan zijn jicht en een longziekte en werd begraven in de San Lorenzo in Florence.
Hij was gehuwd met Lucrezia Tornabuoni en werd, na zijn dood, opgevolgd door zijn zoons Lorenzo en Giuliano.